# Zlînți, Dubno
Zlînți (în ucraineană Злинці) este un sat în comuna Hirnîkî din raionul Dubno, regiunea Rivne, Ucraina.

## Demografie
Componența lingvistică a localității Zlînți
     Ucraineană (99,31%)
     Alte limbi (0,69%)
Conform recensământului din 2001, majoritatea populației localității Zlînți era vorbitoare de ucraineană (99,31%), existând în minoritate și vorbitori de alte limbi.